# Alexander Keith Johnston (Kartograf, 1844)

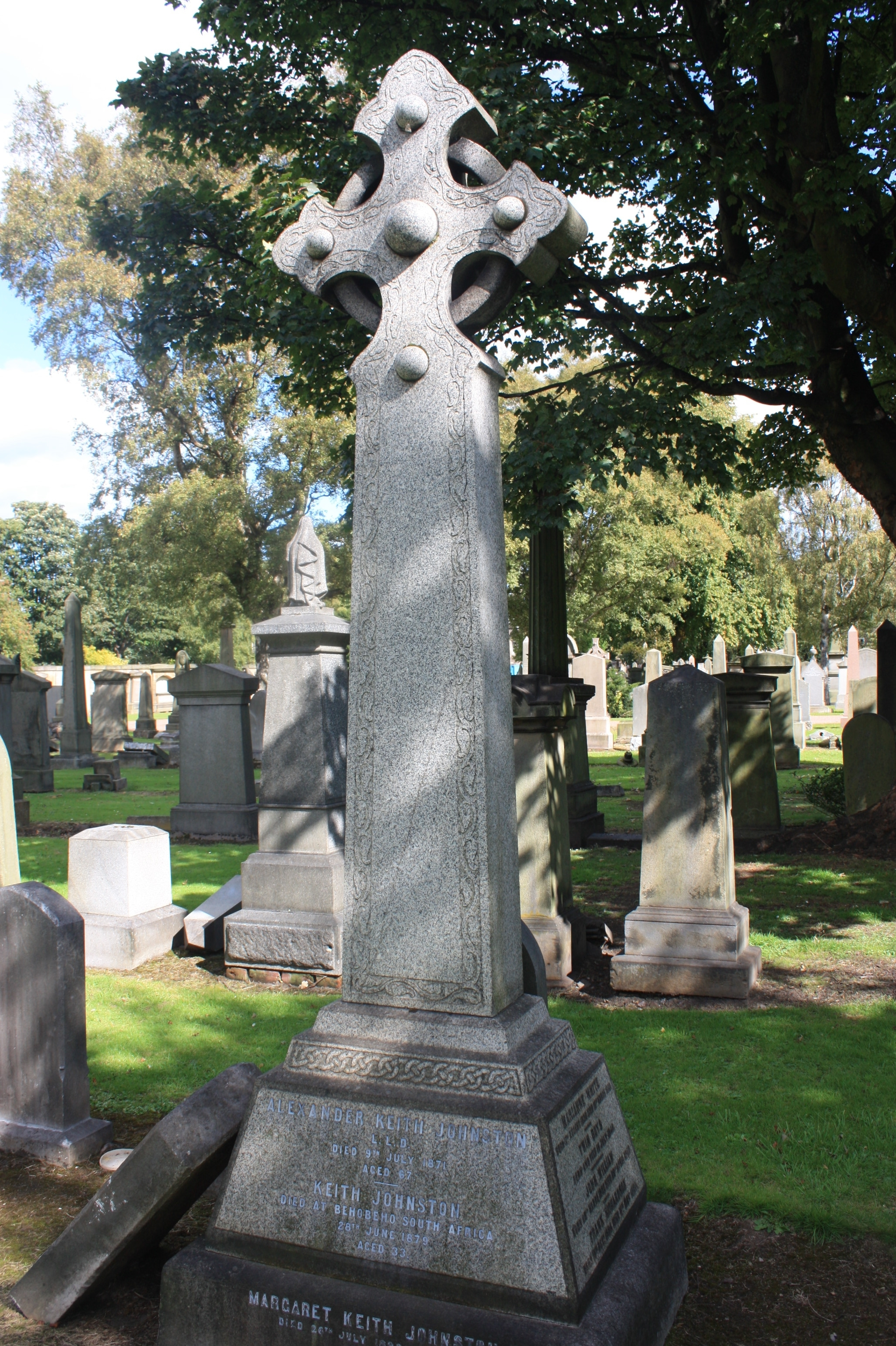
Grab Alexander Keith Johnston auf dem Grange Cemetery, Edinburgh

Alexander Keith Johnston (* 24. November 1844 in Edinburgh; † 28. Juni 1879 am Rufiji, Ostafrika) war ein schottischer Kartograf und Forschungsreisender.

## Leben
Johnston war der älteste Sohn des gleichnamigen Kartographen Alexander Keith Johnston (1804–1871) und dessen Frau Margaret Gray, einer Tochter von Robert Gray aus Edinburgh. Er wurde an der Edinburgh Institution (Stewart’s Melville College) und der Grange House School erzogen wurde von seinem Vater und Privatlehrern sorgfältig für den Beruf eines Geografen ausgebildet. Er arbeitete von April 1866 bis Juli 1867 bei den Herren Stanford in Charing Cross als Superintendent für das Zeichnen und Gravieren von Karten. Hier wirkte er an der Erstellung des Globe Atlas of Europe sowie an der Illustration des von John Murray verlegten Handbook for Scotland mit. Anschließend studierte er Germanistik und deutsche Geographiemethoden in Leipzig, Berlin und Gotha und veröffentlichte mehrere kleinere Abhandlungen und Karten über physikalische Geografie. Als er 1868 nach England zurück gekrht war, wurde er von der Royal Geographical Society zum Mitglied auf Lebenszeit gewählt. Von April 1872 bis November 1873 war er dort als Kartenzeichner und Hilfskurator tätig. Seit Juni 1869 war er zudem Leiter der geographischen Abteilung des Londoner Zweigs der Firma W. & A. K. Johnston, die von seinem Onkel William und sein Vater betrieben wurde. Im November 1873 wurde Johnston Geograf bei einer neu entstandenen Kommission zur Vermessung des Territoriums von Paraguay und unternahm von 1874 bis 1875 eine Forschungsreise dorthin. Trotz des Geldmangels, der die Expedition stark einschränkte, konnte er einige wertvolle Entdeckungen zu machen, über die er die British Association bei seiner Rückkehr unterrichtete. Im Geographical Magazine erschien bald darauf ein von ihm verfasster Bericht seine Reisen. Zudem übergab er der Royal Geographical Society die Notes on the Physical Geography of Paraguay, die 1876 in deren Proceedings veröffentlicht wurden.
Im Juni 1878 wurde er Leiter einer Expedition der Royal Geographical Society, die sich nach Afrika begab, um zur Spitze des Nyassa-Sees zu gelangen. Im November 1878 hatten sie England verlassen und erreichten zunächst im Januar 1879 Sansibar. Da dort gerade Regenzeit war begann die Expedition erst am 14. Mai 1879. Zuvor hatten sie das Bergland Usambara besucht und dort Erkundigungen über die einzuschlagende Route eingezogen. Von Daressalam aus begaben sie sich ins Landesinnere des afrikanischen Festlands. Johnston erkrankte bald darauf an der Ruhr und leitete die Reise von der Trage aus. Doch war seine Gesundheit derart angeschlagen, dass er am 28. Juni in Berobero (am Rufiji), rund 120 Meilen von Daressalam entfernt, starb. Hier wurde Johnston unter einem großen Baum begraben, der mit seinen Initialen und seinem Todesdatum versehen wurde. Die Leitung der Expedition übernahm Joseph Thomson und führte die Expedition sowohl zum Nyassa als auch weiter nördlich durch das Land Uhehe zum Südende des Tanganjikasees, den sie am 3. November 1879 erreichten. Johnston starb unverheiratet.

## Werke
Johnstons Werke behandeln hauptsächlich Afrika.
- Africa. Herausgegeben und erweitert von Keith Johnston. Mit Ethnologischem Anhang von Augustus Henry Keane. Stanford, London 1878 (= Stanford’s Compendium of geography and travel) – (2. Auflage 1880, archive.org – Das Werk basiert auf Friedrich von Hellwalds Monografie Die Erde und ihre Völker. 1876).
- General map of Africa. 1879.
- Native routes in East Africa, from Dar-es-Salaam towards Lake Nyassa. In: Proceedings of the Royal Geographical Society. Nr. 7, 1879, S. 417–422, doi:10.2307/1800426.
- Notes of a trip from Zanzibar to Usambara, in February and March 1879. In: Proceedings of the Royal Geographical Society. Nr. 9, 1879, S. 545–558, doi:10.2307/1800266.
- A short geography of Africa for the use of candidates at the Cambridge local and other examinations. 2. Auflage Stanford, London 1889.
- A physical, historical, political and descriptive geography. Stanford, London 1908 (archive.org).

Illustrationen
- R. Etzensberger: Up the Nile by steam Thomas Cook & Son, London 1872 (archive.org).